# 1575
1575 (MDLXXV) byl rok, který dle juliánského kalendáře započal sobotou.

## Události
- Přijata Česká konfese[zdroj?]
- 15. února – sňatek francouzského krále Jindřicha III. s Luisou Lotrinskou v Remeši.
- 21. února – zahájen Český zemský sněm, který na tento den svolal Maxmilián II. Habsburský [1]
- 20. září – Český zemský sněm přijal Rudolfa II. za krále[2]
- 22. září byl v Praze v katedrále sv. Víta korunován Rudolf II.
- 27. září byl slavnostně uzavřen Český zemský sněm [3]

### Probíhající události
- 1558–1583 – Livonská válka
- 1562–1598 – Hugenotské války
- 1568–1648 – Osmdesátiletá válka
- 1568–1648 – Nizozemská revoluce

## Narození
Česko
- 10. ledna – Jindřich Michal Hýzrle z Chodů, český šlechtic († 18. dubna 1665)
- 25. července – Kryštof Vetter, kartograf, autor mapy Bohemiae Rosa († 18. července 1650)
- ? – Jakub Horčický z Tepence, osobní lékař císaře Rudolfa II. († 1622)
- ? – Maxmilián z Pernštejna, olomoucký kanovník († 2. září 1593)
- ? – Anna Marie Šemberová z Boskovic a Černé Hory, česká šlechtična a kněžna z Lichtenštejna († 6. června 1625)

Svět
- 4. února – Pierre de Bérulle, francouzský katolický kněz, kardinál († 2. října 1629)
- 26. července – Anna Kateřina Braniborská, dánská a norská královna († 29. března 1612)
- 15. srpna – Diego Felix Habsburský, španělský následník, syn Filipa II. Španělského († 21. listopadu 1582)
- 4. listopadu – Guido Reni, italský malíř období raného baroka († 18. srpna 1642)
- ? – Jakob Böhme, německý křesťanský mystik († 17. listopadu 1624)
- ? – Concino Concini, italský dobrodruh na francouzském dvoře († 24. dubna 1617)
- ? – Jacob Hoefnagel, vlámský miniaturista a rytec na dvoře Rudolfa II. († 1630)
- ? – Moričika Čósokabe, japonský samuraj († 11. června 1615)

## Úmrtí
Česko
- 24. února – Vavřinec Špan ze Španova, český lékař a humanista (* 1531/1532)
- 7. prosince – Šimon Proxenus, český spisovatel, univerzitní profesor a právník (* 1532)

Svět
- 21. února – Claude Francouzská, francouzská princezna (* 12. listopadu 1547)
- 26. dubna – Marie Medicejská, francouzská a navarrská královna, druhá manželka Jindřicha IV. († 3. července 1642)
- 28. května – Žofie Jagellonská, polská princezna, vévodkyně brunšvická (* 13. června 1522)
- 29. června – Nobuharu Baba, japonský generál (* 1514)
- 30. července – Giovanni Battista Aostalli, italský architekt (* 1510)
- 8. října – Jan Matsys, vlámský malíř (* 1510)
- 20. října – Kašpar Eberhard, německý luterský teolog a pedagog (* 21. března 1523)
- ? – Giovanni Agostino Abate, italský historik a matematik (* 5. září 1495)
- ? – Pieter Aertsen, nizozemský malíř (* 1508)
- ? – Wen Po-žen, čínský malíř (* 1502)

## Hlavy států
- České království – Maxmilián II. – Rudolf II.
- Svatá říše římská – Maxmilián II.
- Papež – Řehoř XIII.
- Anglické království – Alžběta I.
- Francouzské království – Jindřich III.
- Polské království – Jindřich z Valois – Štěpán Báthory
- Uherské království – Maxmilián II.
- Osmanská říše – Murad III.
- Perská říše – Tahmásp I.